# Pseudopallene ambigua
Pseudopallene ambigua är en havsspindelart som beskrevs av Stock, J.H. 1956. Pseudopallene ambigua ingår i släktet Pseudopallene och familjen Callipallenidae. Inga underarter finns listade i Catalogue of Life.